# Banco Central de Trinidad y Tobago
El Banco Central de Trinidad y Tobago es el banco central de Trinidad y Tobago. 
El Banco Central de Trinidad y Tobago está ubicado en el Complejo Financiero Eric Williams. El complejo consta del auditorio del banco central y dos rascacielos, conocidos localmente como las Torres Gemelas. La primera torre alberga el Banco Central de Trinidad y Tobago y la segunda torre alberga el Ministerio de Hacienda. Fue el segundo Banco Central que se estableció en el Caribe de habla inglesa, el primero fue el Banco de Jamaica que se estableció en 1960. 

## Gobernadores del Banco Central de Trinidad y Tobago
- John Pierce (1964–66)
- Alexander McLeod (1966–69)
- Victor Bruce (1969–84)
- Euric Bobb (1984–88)
- William Demas (1988–92)
- Thomas Ainsworth Harewood (1992–97)
- Winston Dookeran (1997-2002)
- Ewart S. Williams (2002–12)
- Jwala Rambarran (2012-15)
- Alvin Hilaire (2015-presente)

## Funciones
El Banco Central de Trinidad y Tobago realiza muchas funciones en sus operaciones diarias. Fue establecido por la Ley de 12 de diciembre de 1964. En particular, sus principales responsabilidades son la emisión y canje divisas; mantener la estabilidad monetaria y financiera; actúe como banquero del gobierno, así como los bancos comerciales y proteger el valor externo del dólar de Trinidad y Tobago. 
El Banco Central es la única institución en el país que está autorizada para emitir billetes y monedas. Es responsable además de: 
- el diseño de la moneda;
- el mantenimiento de su integridad
- el suministro adecuado de divisas para satisfacer las necesidades del público
- operaciones de mercado abierto

El Banco se convirtió en el miembro número 100 de Alianza por la Inclusión Financiera en 2013. Además, ha realizado un Compromiso de la Declaración Maya para transformar el Programa Nacional de Educación Financiera en un Instituto Nacional de Capacitación para la Inclusión Financiera a finales de 2014. El Instituto trabajará con las partes interesadas clave para desarrollar una estrategia de inclusión financiera nacional basada en los principios del G-20 de liderazgo, cooperación y empoderamiento. La estrategia de inclusión financiera se centrará en los pilares principales de la educación financiera y la protección del consumidor financiero.